# Amy Weinstein
Amy Weinstein é uma arquiteta estadunidense. Seu trabalho ganhou atenção por sua atenção ao apelo visual de detalhes facetados e policromáticos, mas ainda mantendo uma sensibilidade modernista. Seus edifícios caracteristicamente apresentam fachadas multicoloridas, grades trabalhadas de forma elaborada ou tijolos dispostos em padrões arrojados.
Ela é conhecida por seus edifícios em Washington, D.C., que estão concentrados no bairro da Colina do Capitólio.

## Biografia
Weinstein cresceu em Somerset. Ela fez seu mestrado em arquitetura na Universidade da Pensilvânia. Seu primeiro trabalho profissional foi como arquiteto no escritório de Robert Venturi. Em seguida, ela trabalhou no escritório de arquitetura Abel & Weinstein, onde seu pai era sócio, em Washington, D.C.
Mais tarde, ingressou no escritório Esocoff & Associates, do seu marido também arquiteto Phil Esocoff. Em outubro de 2015, o casal encerrou as atividades, se juntando a divisão de Washington do escritório internacional Gensler.

## Trabalhos notáveis
- Townhomes na Colina do Capitólio, um empreendimento que substitui um conjunto habitacional abandonado de Ellen Wilson, conhecido por seu eco contextual da forma e tijolo policromático das townhouses tradicionais da capital estadunidense.[2][3][5]
- 700 Penn, um empreendimento de uso misto na Avenida Pensilvânia, também na Colina do Capitólio, que combina uso residencial, comercial e de escritório.[1]
- Hine Junior High School, uma escola de ensino médio, também na Colina do Capitólio.[6]